# Ben Avon (Carolina del Sur)
Ben Avon es un lugar designado por el censo ubicado en el condado de Spartanburg en el estado estadounidense de Carolina del Sur. En el Censo de 2020 tenía una población de 2428 habitantes y una densidad poblacional de 558,16 habitantes por km². Fue incluido como CDP en el censo de 2020.

## Geografía
Ben Avon se encuentra ubicado en las coordenadas 34°56′10″N 81°52′44″O / 34.93611, -81.87889. Según la Oficina del Censo de los Estados Unidos,  tiene una superficie total de 4,35 km², de la cual 4,33 km² corresponden a tierra firme y 0,02 km² a agua.